# 新托尔亚尔
新托尔亚尔（羅馬化：Novyy Torʺyal）是俄罗斯马里埃尔共和国的市级镇、新托尔亚尔区行政中心，地处马里埃尔共和国东北部，在共和国首府约什卡尔奥拉东北方。伏尔加河流域内涅姆达河及其支流舒克尚河（Шукшан）交汇于该地。
1972年设市级镇。该地2021年人口有5,684人；2010年人口6,635；2002年人口7,266；1989年人口8,057。